# Adrian (Minnesota)

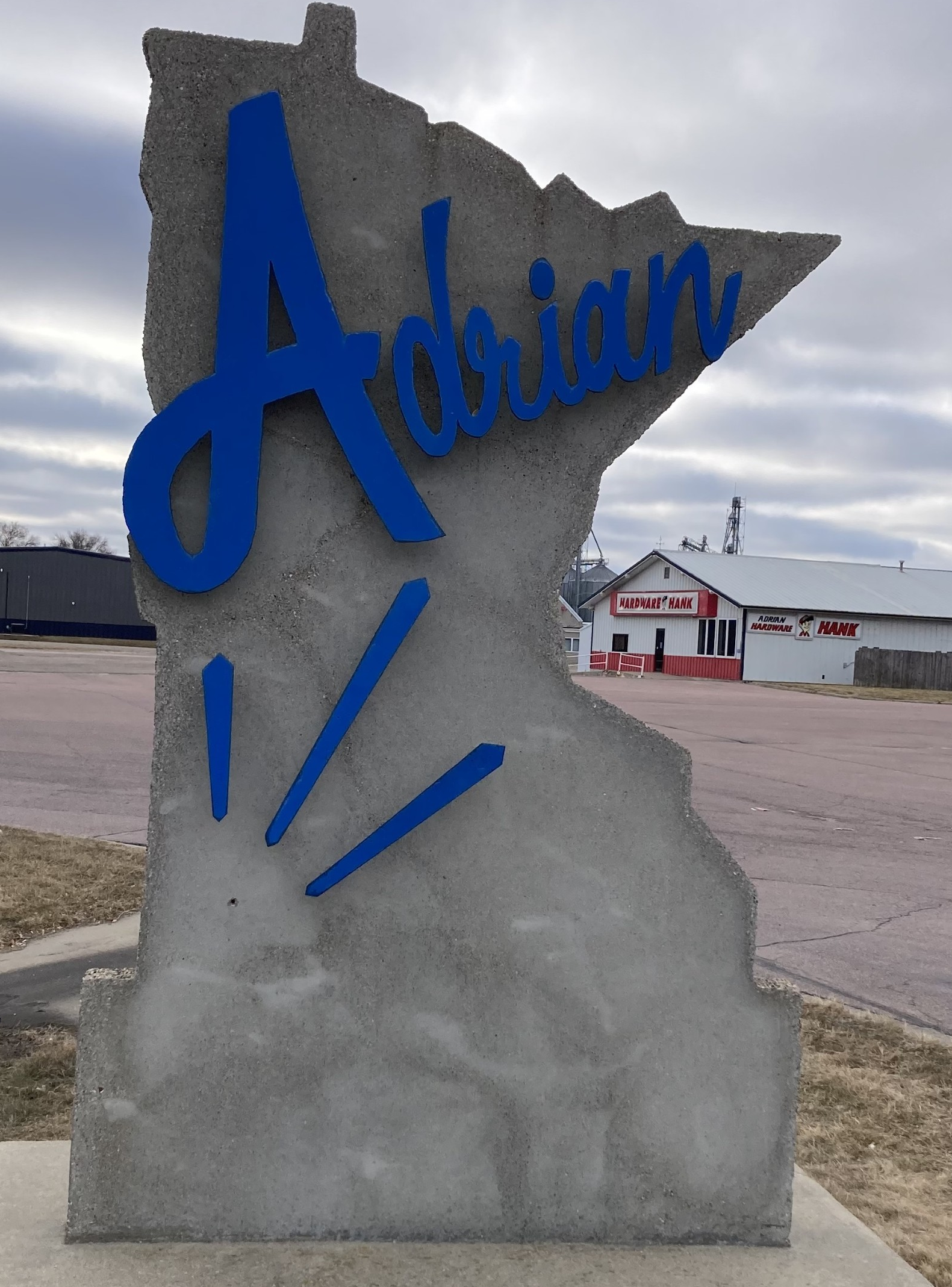

Adrian ist eine Kleinstadt (mit dem Status „City“) im Nobles County im US-amerikanischen Bundesstaat Minnesota. Das U.S. Census Bureau hat bei der Volkszählung 2020 eine Einwohnerzahl von 1.194 ermittelt.

## Geografie
Adrian liegt im Südwesten Minnesotas auf der Coteau des Prairies genannten Hochebene, die bis nach Iowa im Süden und South Dakota im Westen reicht. Die geografischen Koordinaten sind 43°38′06″ nördlicher Breite und 95°55′58″ westlicher Länge. Der Ort erstreckt sich über eine Fläche von 2,87 km².
Benachbarte Orte von Adrian sind Magnolia (12,5 km westlich), Kenneth (24,8 km nordwestlich), Lismore (14,3 km nördlich), Wilmont (23,4 km nordöstlich), Rushmore (12,3 km östlich), Little Rock in Iowa (25,7 km südsüdöstlich) und Ellsworth (19,1 km südwestlich).
Die nächstgelegenen größeren Städte sind Minneapolis (311 km ostnordöstlich), Minnesotas Hauptstadt Saint Paul (325 km in der gleichen Richtung), Rochester (311 km östlich), Iowas Hauptstadt Des Moines (417 km südöstlich), Omaha in Nebraska (311 km südlich), Sioux Falls in South Dakota (70,1 km westlich) und Fargo in North Dakota (413 km nordnordwestlich).

## Verkehr
Entlang der nördlichen Stadtgrenze verläuft mit der I 90 der längste Interstate Highway des Landes. Aus nördlicher Richtung kommend kreuzt die Minnesota State Route 91 die I 90 und führt als Hauptstraße durch Adrian. Alle weiteren Straßen sind untergeordnete Landstraßen, teils unbefestigte Fahrwege oder innerörtliche Verbindungsstraßen.
In West-Ost-Richtung verläuft durch das Stadtgebiet von Adrian eine Eisenbahnlinie der Minnesota Southern Railway, einer regionalen Eisenbahngesellschaft.
Mit dem Worthington Municipal Airport liegt 32,1 km östlich von Adrian ein kleiner Flugplatz. Der nächste regionale Verkehrsflughafen ist der 68,7 km westlich gelegene Sioux Falls Regional Airport. Der nächste internationale Flughafen ist der Minneapolis-Saint Paul International Airport (307 km nordöstlich).

## Geschichte

Adrian Iselin, Gemälde von John Singer Sargent

Im Jahr 1876 wurde durch eine Eisenbahngesellschaft erstmals Land erworben und für die Anlage einer Siedlung vermessen. Kurz darauf erfolgte zeitgleich mit dem Bau der Eisenbahnstrecke die Anlage der heutigen Stadt. Benannt wurde diese nach Adrian Iselin, der Mutter von Adrian C. Iselin, einem Direktor der Sioux City and St. Paul Railroad Company. Noch heute hängt ein Bild der Namensgeberin im Rathaus von Adrian.
John Ireland, der damalige Erzbischof von St. Paul förderte gezielt die Einwanderung katholischer Iren in das neu zu erschließende Farmland. Aus seinem Privatvermögen erwarb er in der Umgebung von Adrian Land, um dieses für die Anlage von Farmen zur Verfügung zu stellen.
So wuchs die Bevölkerung von 193 im Jahr 1880 auf 671 bei der Volkszählung im Jahr 1890 und verdoppelte fast bis zum Jahr 1900. Zu dieser Zeit stagnierte aber die weitere Einwohnerentwicklung, da die benachbarten Städte Ellsworth, Lismore und Wilmont ebenfalls wuchsen. Auch die Tatsache, dass der County Seat in Worthington blieb und Versuche scheiterten, wenigstens Teile der Countyverwaltung nach Adrian zu holen, legte letztendlich eine Rolle als Kleinstadt für Adrian fest.

## Demografische Daten
Nach der Volkszählung im Jahr 2010 lebten in Adrian 1209 Menschen in 491 Haushalten. Die Bevölkerungsdichte betrug 421,3 Einwohner pro Quadratkilometer. In den 491 Haushalten lebten statistisch je 2,41 Personen.
Ethnisch betrachtet setzte sich die Bevölkerung zusammen aus 95,3 Prozent Weißen, 0,4 Prozent Afroamerikanern, 1,2 Prozent Asiaten sowie 1,1 Prozent aus anderen ethnischen Gruppen; 2,1 Prozent stammten von zwei oder mehr Ethnien ab. Unabhängig von der ethnischen Zugehörigkeit waren 4,1 Prozent der Bevölkerung spanischer oder lateinamerikanischer Abstammung.
25,1 Prozent der Bevölkerung waren unter 18 Jahre alt, 56,7 Prozent waren zwischen 18 und 64 und 18,2 Prozent waren 65 Jahre oder älter. 51,0 Prozent der Bevölkerung war weiblich.
Das mittlere jährliche Einkommen eines Haushalts lag bei 44.313 USD. Das Pro-Kopf-Einkommen betrug 22.077 USD. 5,7 Prozent der Einwohner lebten unterhalb der Armutsgrenze.